# 国鉄オヤ31形客車
オヤ31形は、日本国有鉄道（国鉄）が既存客車の改造により製作した建築限界測定用試験車（事業用客車）である。1949年（昭和24年）から1961年（昭和36年）にかけて計7両が国鉄工場で改造製作された。スハ32系に属する。

## 検測内容
建築限界試験とは、新線開通や電化開業時など、線路周辺の建造物に大きな変化が生じた場合に、駅舎などの建造物が建築限界（線路を走行する車両に障害物が触れないようにするため、周囲の建造物が越えてはならない限界線）内に収まっているか測定する試験である。

## 概要
本形式では車両側面から矢羽根を広げ、建築限界からはみ出した建造物に矢羽根が触れて倒れるとケーブルまたは電気信号により伝達表示される仕組みになっている。矢羽根は、車体の両端及び台車センターピンから5mの位置の3か所に設けられるのが標準であるが、31、32のように車体片側とセンターピンから6.9mの2か所のみのものもある。21も2か所であったが、後に3か所に増設されている。
矢羽根を広げている様子が花魁（おいらん）が沢山のかんざしを挿しているようにも、測定中に低速で走行する様子が花魁がしずしずと歩いている姿のようにも見えることから「おいらん車」（あるいは「オイラン車」）とも呼ばれる。車体塗色はぶどう色2号。

### 車両一覧
| 車番      | 車種        | 改造所 | 改造   | 民営化後の配置 | 廃車   | 屋根形状 | 備考                                                                         |
| --------- | ----------- | ------ | ------ | -------------- | ------ | -------- | ---------------------------------------------------------------------------- |
| オヤ31 1  | スロハ31 49 | 新津工 | 1949年 | -              | 1987年 | 丸屋根   | 1953年6月の車両形式称号規程改正まではスヤ31 1                                |
| オヤ31 11 | スヤ34 21   | 大宮工 | 1953年 | -              | 1987年 | 丸屋根   | 種車は救援車だが、当時エの称号がなかったため、ヤの称号が付けられていた。     |
| オヤ31 21 | スヤ51 16   | 小倉工 | 1954年 | 九州           | 2005年 | 二重屋根 | 種車は、特別職用車。                                                         |
| オヤ31 31 | オシ33 104  | 長野工 | 1956年 | 西日本→トキ鉄  | -      | 丸屋根   | 種車は、連合軍専用客車（部隊料理車）。 2023年3月、えちごトキめき鉄道へ譲渡。 |
| オヤ31 32 | オシ33 105  | 長野工 | 1956年 | 北海道         | 2018年 | 丸屋根   | 種車は、連合軍専用客車（部隊料理車）。                                       |
| オヤ31 12 | スハ32 426  | 長野工 | 1959年 | 東海           | 1995年 | 丸屋根   | 佐久間レールパークで展示後、リニア・鉄道館で展示中。                         |
| オヤ31 13 | スハ32 451  | 長野工 | 1961年 | 東日本         | 2010年 | 丸屋根   | 2012年2月解体。                                                              |

## 沿革・運用
鉄道路線での車両限界計測は頻度は低くとも列車運行面から軽視できない点検作業であり、オヤ31各車の車齢は高かったものの、1987年（昭和62年）4月の国鉄分割民営化時には、5両が新会社に引き継がれた。オヤ31 32が北海道旅客鉄道（JR北海道）へ、オヤ31 13が東日本旅客鉄道（JR東日本）へ、オヤ31 12が東海旅客鉄道（JR東海）へ、オヤ31 31が西日本旅客鉄道（JR西日本）へ、オヤ31 21が九州旅客鉄道（JR九州）へ承継された。
JR東海の12が1995年12月25日付け、JR九州の21が2005年3月31日付け、JR東日本の13は2010年10月27日付けで廃車された。そのうち12は佐久間レールパークに静態保存され、閉園後の2011年3月からはリニア・鉄道館へ移設、展示されている。
JR西日本の31は、2022年から金沢総合車両所松任本所で整備を受けたのちえちごトキめき鉄道に譲渡された（入籍はされていない）。2023年3月より、直江津駅隣接の「直江津D51レールパーク」にて一般公開されている。

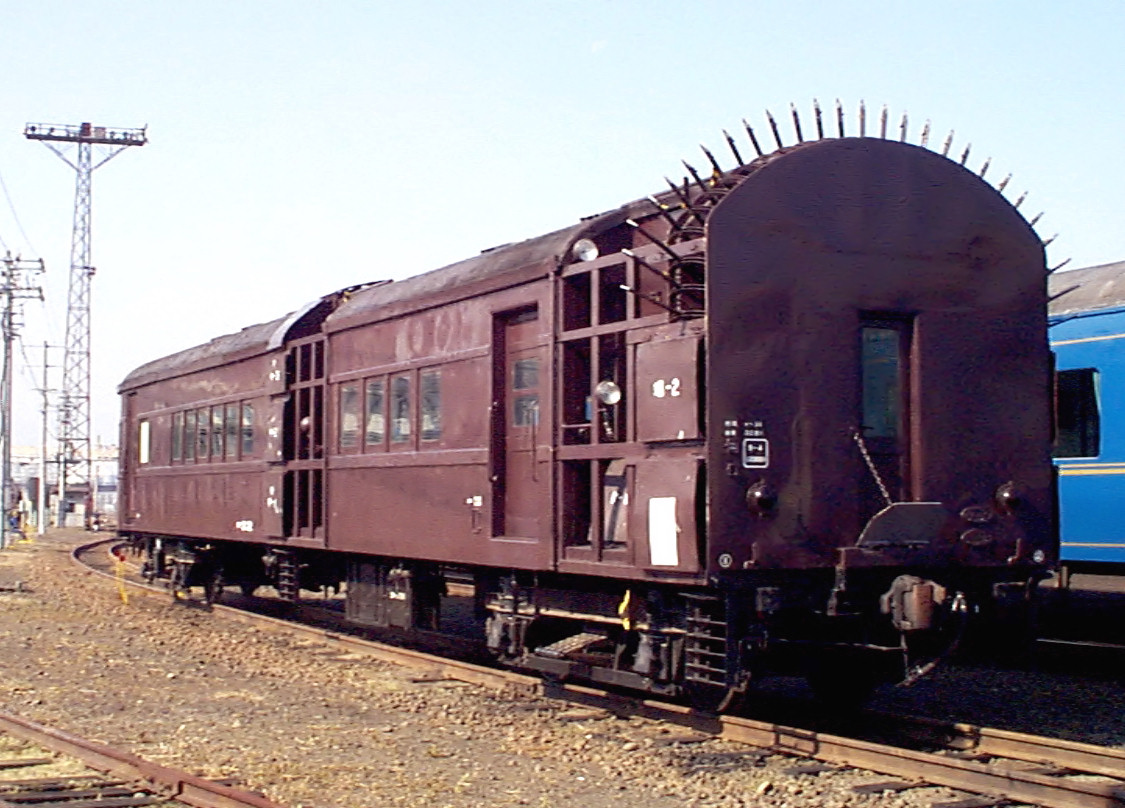
オヤ31 32（車端の矢羽根を広げた状態）
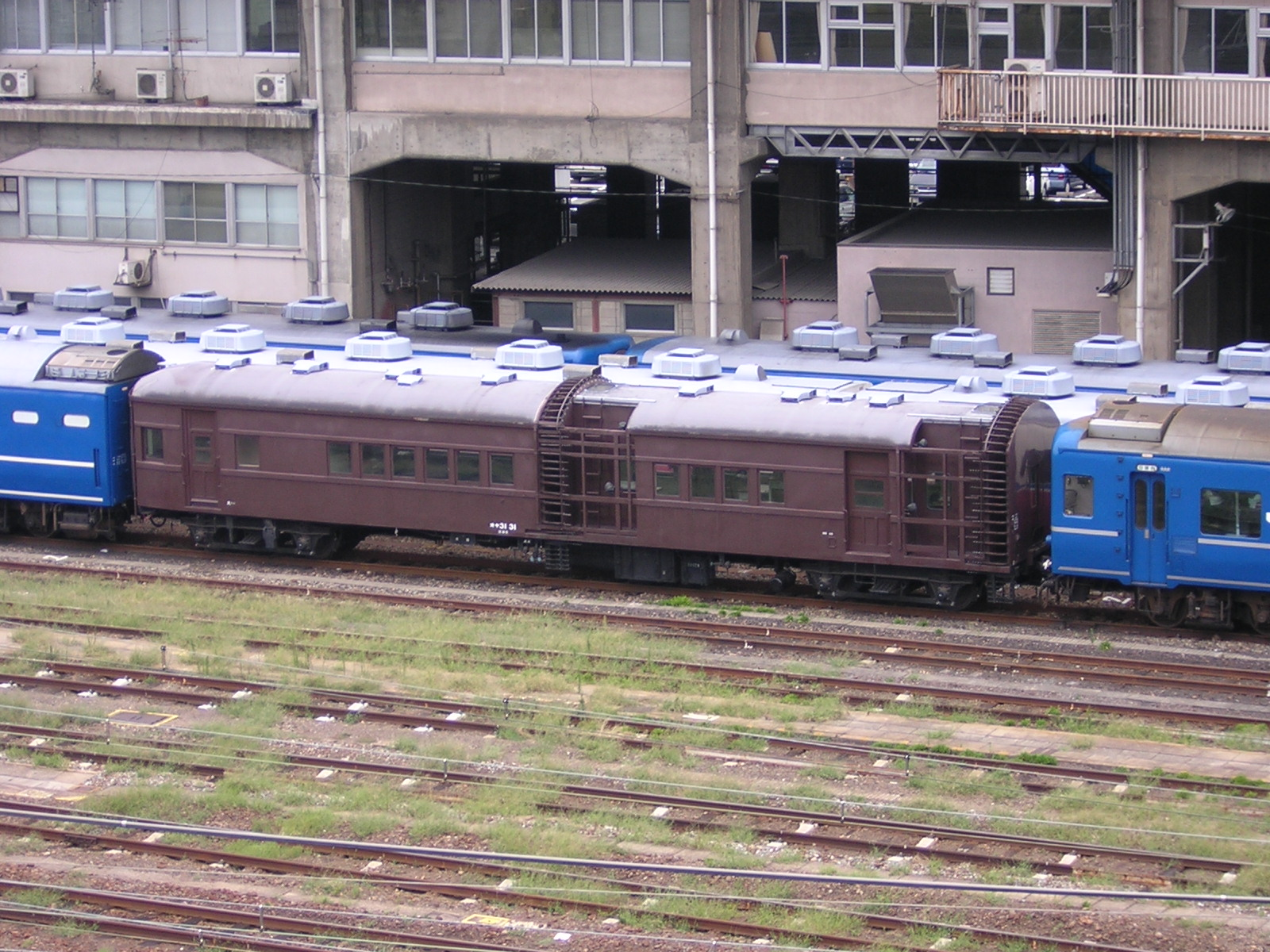
オヤ31 31（側面が大掛かりに改造されている）
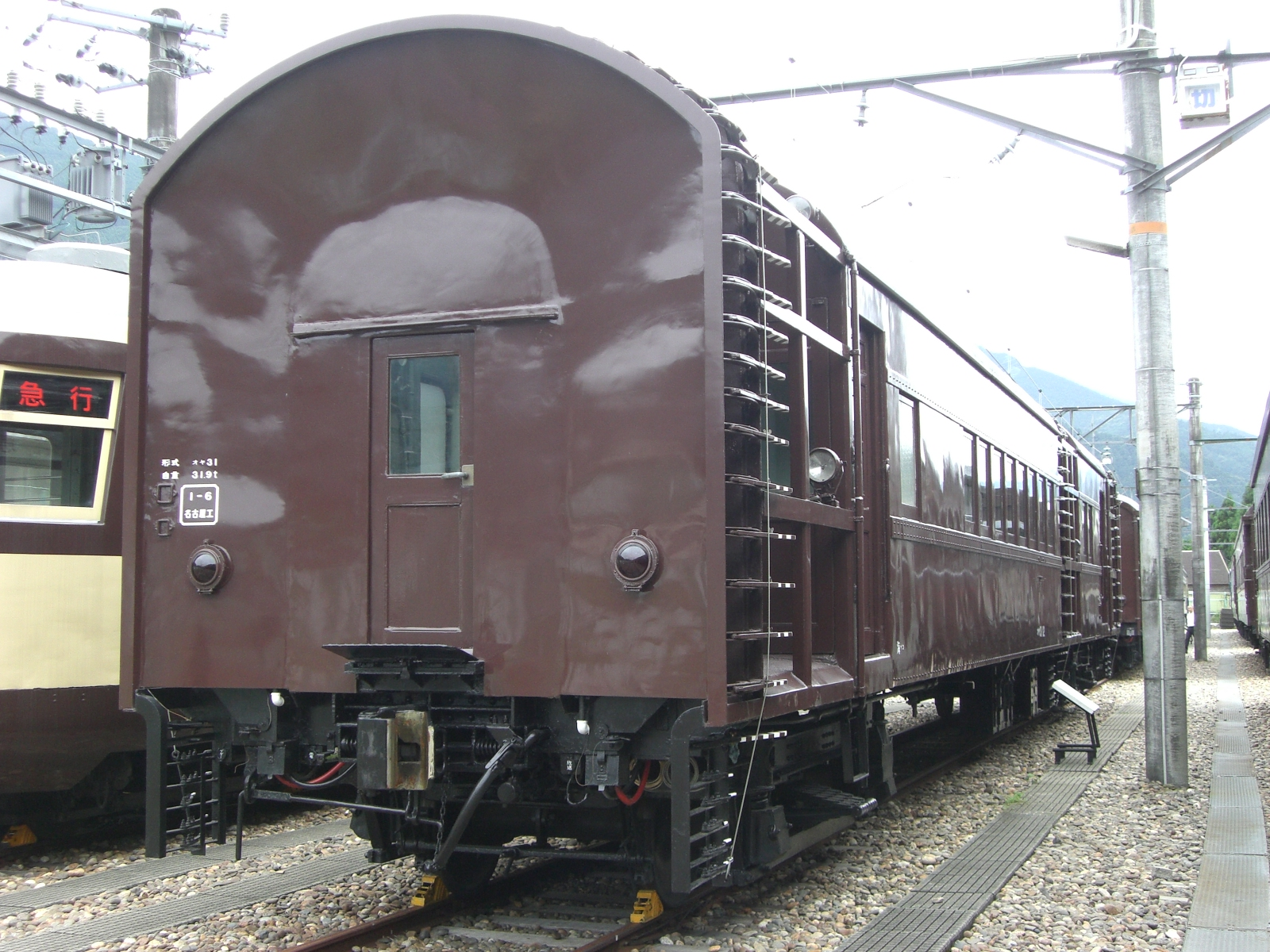
オヤ31 12（佐久間レールパーク）
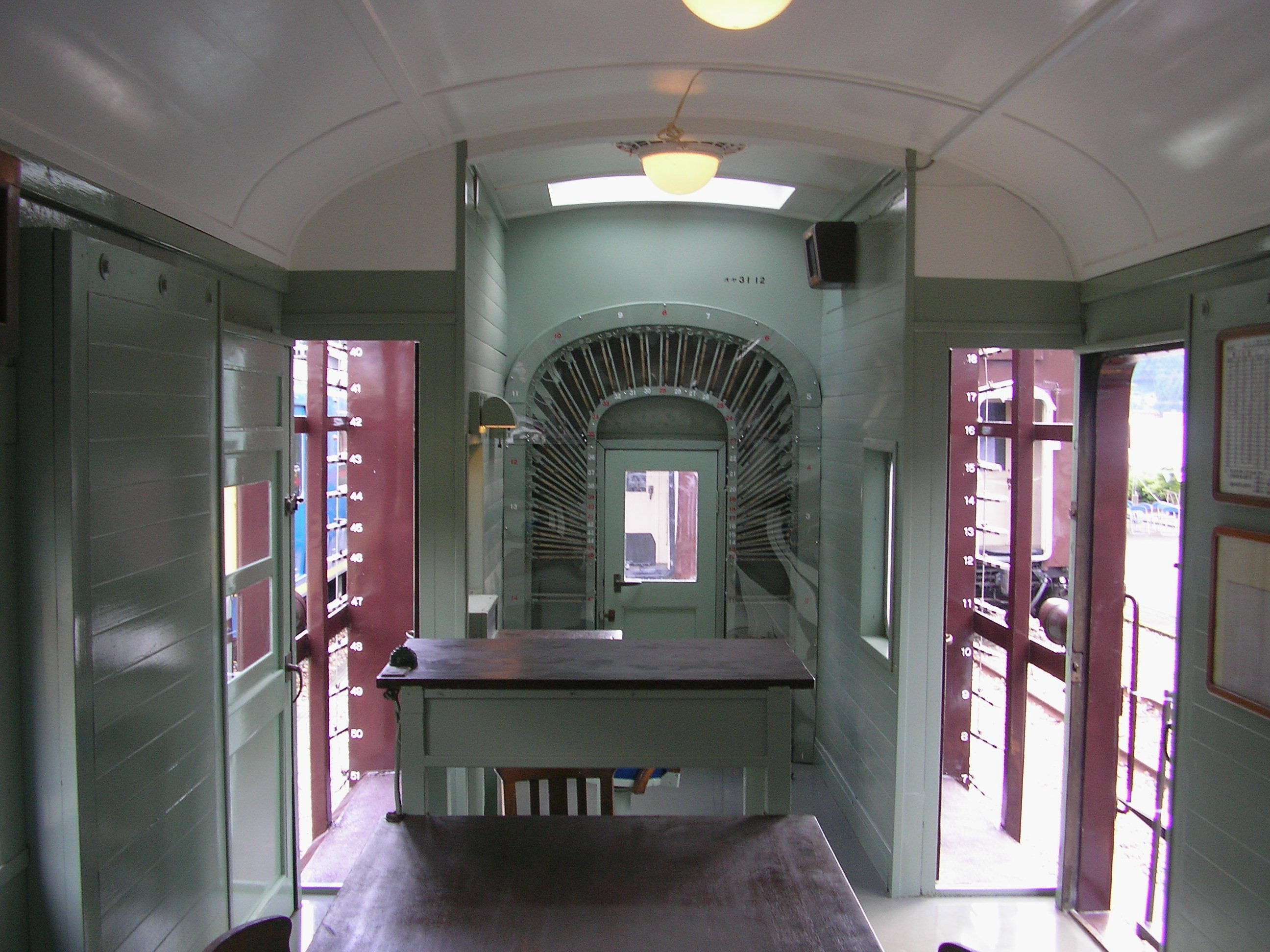
オヤ31 12の車端部内計測部分。貫通路周りに矢羽根とリンクした表示部が設置されている